# مون جی وون
مون جی وون (کره‌ای: 문지원؛ انگلیسی: Moon Ji-won؛ زادهٔ ۱۹۸۲) فیلم‌نامه‌نویس اهل کره جنوبی است. او برندهٔ جایزه بهترین نویسنده در هشتمین مراسم اهدای جوایز ستارگان ای‌پی‌ای‌ان برای مجموعه تلویزیونی وکیل وو خارق‌العاده شد.

## فیلم‌شناسی
مجموعه تلویزیونی
- وکیل وو خارق‌العاده (۲۰۲۲)[۷][۸]

فیلم
- شاهد بی‌گناه (۲۰۱۹)

## جوایز و نامزدی‌ها
- ۲۰۱۶: پنجمین رقابت‌های لوته سناریو، برنده دسانگ (جایزه بزرگ)[۹]
- ۲۰۲۲: هشتمین جوایز ستارگان ای‌پی‌ای‌ان، جایزه بهترین نویسنده[۱۰][۶]